# Washington Capitols 1947-1948
La stagione 1947-48 dei Washington Capitols fu la 2ª nella BAA per la franchigia.
I Washington Capitols vennero spostati nella Western Division della Basketball Association of America e arrivarono secondi con un record di 28-20. Nei play-off persero la partita di tiebreaker con i Chicago Stags.

## Roster
| N° | Naz.                   | Ruolo | Sportivo         | Anno | Alt. | Peso |
| -- | ---------------------- | ----- | ---------------- | ---- | ---- | ---- |
| 10 | Stati Uniti (bandiera) | GA    | Bob Feerick      | 1920 | 191  | 86   |
| 12 | Stati Uniti (bandiera) | C     | John Mahnken     | 1922 | 203  | 100  |
| 14 | Stati Uniti (bandiera) | G     | Sonny Hertzberg  | 1922 | 178  | 79   |
| 15 | Stati Uniti (bandiera) | GA    | Dick O'Keefe     | 1923 | 188  | 84   |
| 16 | Stati Uniti (bandiera) | A     | Johnny Norlander | 1921 | 191  | 82   |
| 17 | Stati Uniti (bandiera) | AC    | Bones McKinney   | 1919 | 198  | 84   |
| 18 | Stati Uniti (bandiera) | C     | Irv Rothenberg   | 1921 | 201  | 98   |
| 19 | Stati Uniti (bandiera) | A     | Jack Tingle      | 1924 | 193  | 93   |
| 20 | Stati Uniti (bandiera) | G     | Fred Scolari     | 1922 | 178  | 82   |
| 22 | Stati Uniti (bandiera) | A     | Irv Torgoff      | 1917 | 188  | 192  |

## Staff tecnico
Allenatore: Red Auerbach